# Södra Ny kyrka
Södra Ny kyrka är en kyrkobyggnad i Säffle kommun. Den är församlingskyrka i Ny-Huggenäs församling, Karlstads stift.

## Kyrkobyggnaden
En tidigare kyrka som möjligen var av trä fanns på annan plats.
Nuvarande kyrka uppfördes åren 1757-1773 och invigdes i februari 1773. Kyrkan har en stomme av gråsten och består av ett rektangulärt långhus med rakt kor i öster och torn i väster. Öster om koret finns en vidbyggd sakristia som tillkom 1871.

## Inventarier
Altaruppsats och predikstol införskaffades 1871.

### Orgel
- 1820 byggde Johan Ewerhardt den yngre, Stockholm en orgel med 8 stämmor. 1876 sattes orgeln upp i Eskilsäters kyrka.
- 1868 byggde Erik Adolf Setterquist, Örebro en orgel med 8 stämmor.
- 1961 byggde E A Setterquist & Son, Örebro en pneumatisk orgel. Den har fria och fasta kombinationer.

| Huvudverk I   | Svällverk II        | Pedal       | Koppel |
| Principal 8´  | Rörflöjt 8´         | Subbas 16´  | I/P    |
| Gedackt 8´    | Salicional 8´       | Koralbas 4´ | II/P   |
| Oktava 4'     | Flûte octaviante 4' |             | II/I   |
| Kvinta 2 2/3' | Blockflöjt 2'       |             |        |
| Oktava 2'     | Larigot 1 1/3'      |             |        |
| Mixtur 3 chor | Crescendosvällare   |             |        |

### Webbkällor
- Kyrkor i Karlstads stift Del II, Utgiven av Värmlands Museum och Karlstads stift, 2008, ISBN 91-85224-72-3